# 92P/Sanguin
La comète Sanguin, officiellement 92P/Sanguin, est une comète périodique du système solaire, découverte le 15 octobre 1977 par Juan G. Sanguin au Complejo Astronómico El Leoncito en Argentine.